# Aspasios (Gemmenschneider)
Aspasios (griechisch Ἀσπάσιος) war ein antiker griechischer Gemmenschneider in der Mitte des 1. Jahrhunderts v. Chr.

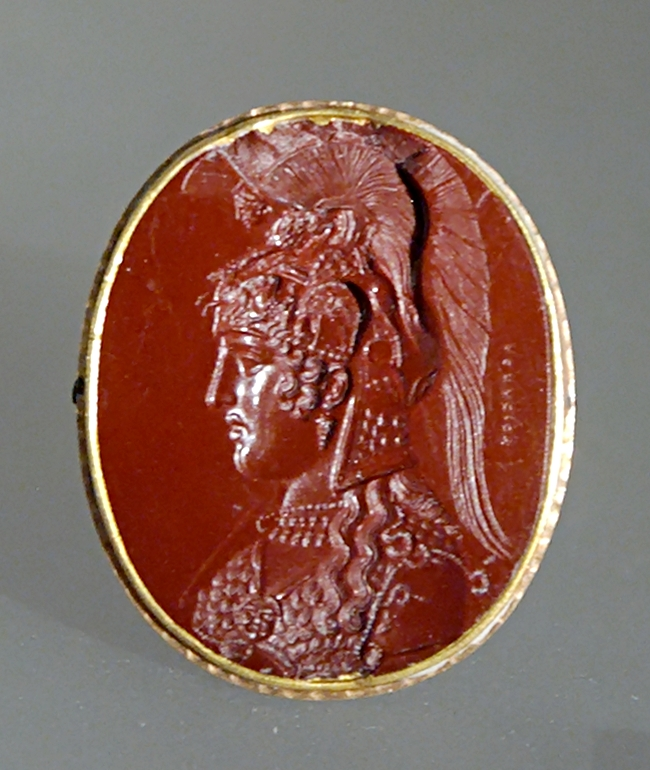
Von Aspasios signierte Gemme mit dem Kopf der Athena Parthenos in Rom

Von ihm sind drei ACΠACIOY signierte Gemmen aus rotem Jaspis bekannt:
- Büste der Athena Parthenos, Rom, Museo Nazionale Romano Inv. 108684
- Herme des Dionysos, London, British Museum Inv. 1814,0704.1529 (Smith 2293)[1]
- Fragment einer Serapisbüste, Florenz, Museo Archeologico Nazionale[2]

Aspasios wird von der Mehrheit der Forschung in die Mitte des 1. Jahrhunderts v. Chr. datiert. Peter Zazoff hat jedoch aus stilistischen Gründen eine Datierung in hadrianische Zeit vorgeschlagen.

## Ein zweiter Gemmenschneider Aspasios?
Eine weitere von einem Aspasios (AΣΠAΣIOY) signierte Karneol-Gemme mit der Portraitbüste eines Barbaren befindet sich im Metropolitan Museum of Art in New York. Die Datierung und damit die Zuschreibung dieser Gemme ist jedoch stark umstritten: G. M. A. Richter datierte den Stein in ihrer Erstpublikation in antoninische Zeit. Marie Louise Vollenweider und Erika Zwierlein-Diehl halten den Stein jedoch für das früheste der datierten Werke des Aspasios.